# TOSK Žamberk

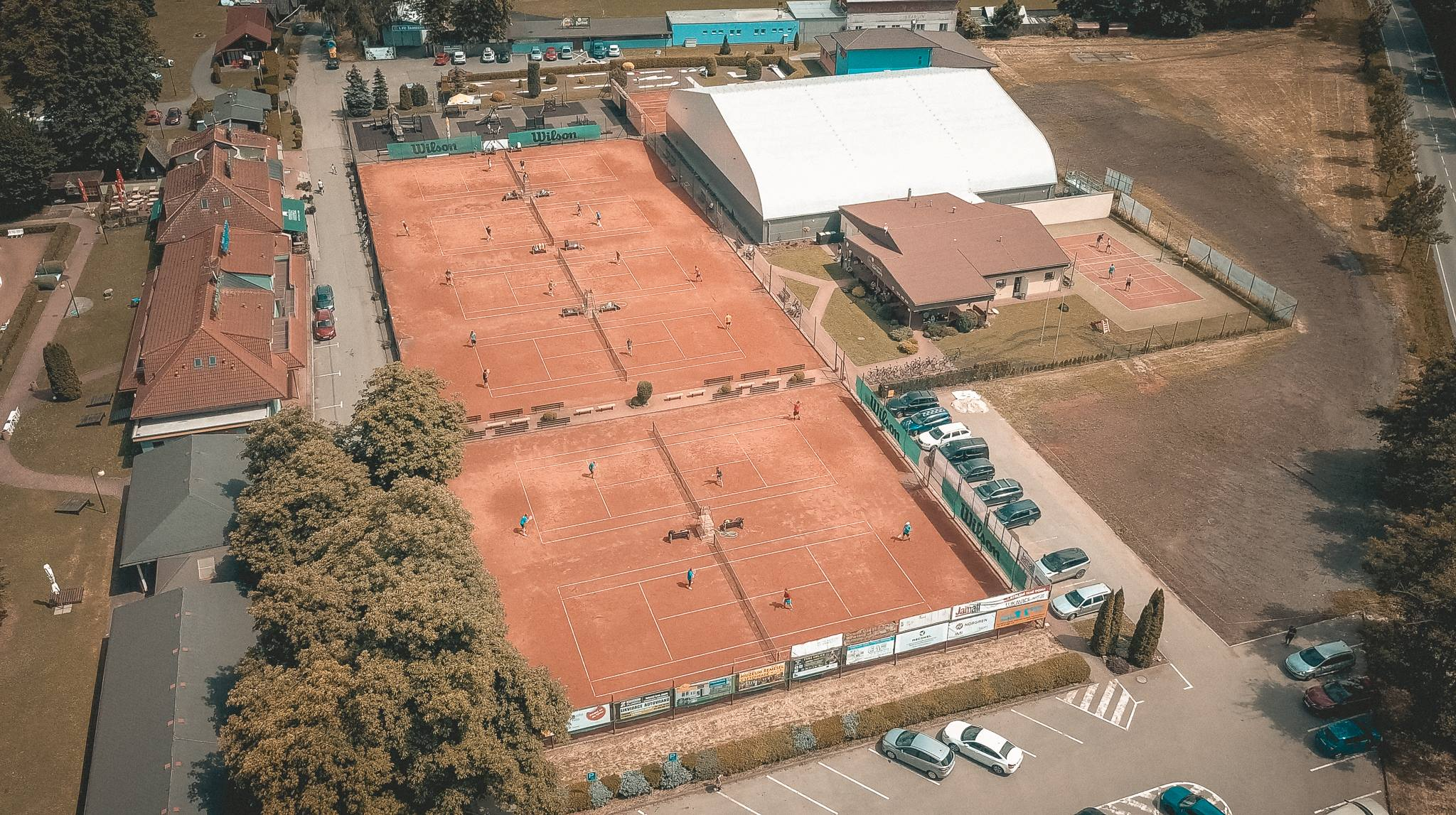
Areál TOSK Žamberk

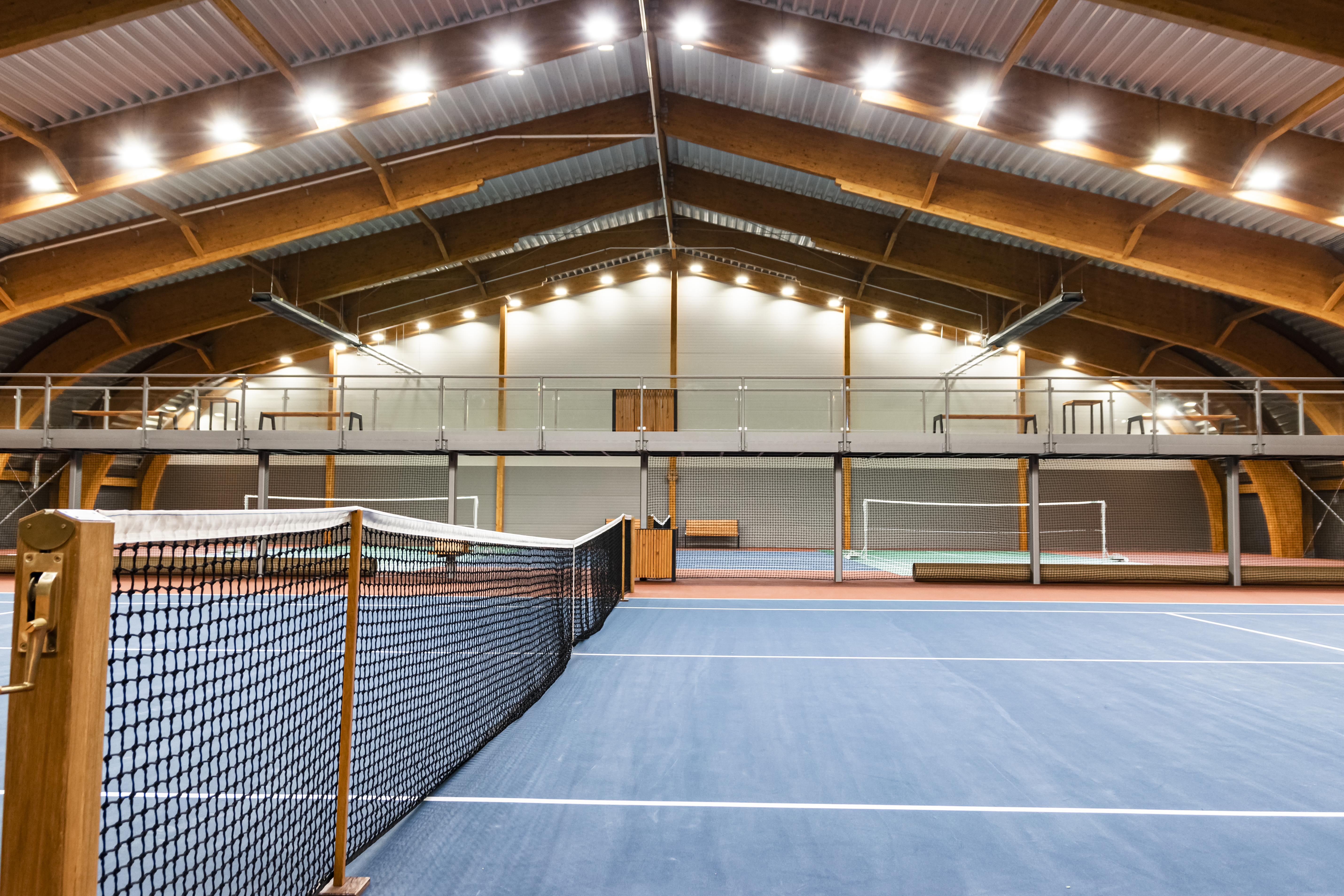
Hala TOSK Žamberk

TOSK Žamberk je tenisový oddíl v Žamberku, který byl založen v roce 1926. Zaměřuje se na práci s mládeží. 
Místní areál nabízí komplex se šesti venkovními kurty a pevnou halou se dvěma dvorci s tvrdým povrchem. 

K 31. prosinci 2022 bylo evidováno celkem 149 členů TOSK. Předsedou oddílu je Jakub Kulhánek.